# Aurora Gil
Aurora Gil (La Coruña, 4 de octubre de 1919 - 19 de septiembre de 2008) fue una pintora, autora y modelo de calendarios y pósteres publicitarios durante el siglo XX.
Nació en La Coruña en 1919 y se trasladó a México a principios de  1920. Estudió dibujo en la Escuela Superior de Bellas Artes de San Jorge, en Barcelona con Salvador Dalí y Pablo Picasso. Entre 1954 y 1957 trabajó para la compañía Imprenta Galas de México, una editorial dedicada a diseñar y fabricar calendarios, siendo una de las cuatro únicas mujeres que lograron trabajar para esta firma. Fue rechazada en su primer intento por colaborar en la imprenta, sin embargo, cuando Santiago Galas vio su trabajo la contrató inmediatamente. 
Ser pintora de calendarios implicaba reducir la paleta de colores empleados para lograr impresiones de calidad en papel. Entre las obras que los clientes le solicitaban destacan escenas prehispánicas, niños jugando y mujeres posando, sonriendo o saludando sugerentemente.
En la editorial trabajó en diseños de calendarios, pósteres y cromos junto a autores de renombre como José Bribiesca para quien incluso posó en algunas fotografías, Eduardo Cataño y Jesús Helguera. Después de 3 años de colaborar con Galas se dedicó a enseñar pintura y pintar retratos en Ciudad de México,
En 1996 la editorial Galas de México pasó a ser parte del Grupo Carso, propiedad del empresario Carlos Slim, que cedió varias de sus obras para ser expuestas en el Museo Soumaya.

## Obras
La mayoría de las pinturas de Aurora carecían de título, pero entre sus obras tituladas se encuentra Pareja, óleo sobre lienzo de mediados del siglo XX.